# 713
Évszázadok: 7. század – 8. század – 9. század
Évtizedek: 660-as évek – 670-es évek – 680-as évek – 690-es évek – 700-as évek – 710-es évek – 720-as évek – 730-as évek – 740-es évek – 750-es évek – 760-as évek
Évek: 708 – 709 – 710 – 711 –  712 – 713 – 714 – 715 – 716 – 717 – 718

## Események

### Európa
- Júniusban katonatisztek egy csoportja összeesküvést szervez Philippikosz bizánci császár ellen; egy lakoma után elfogják a félrészeg uralkodót, a hippodromba viszik és megvakítják, hogy alkalmatlanná tegyék az uralkodásra. Az összeesküvők másnap Artemiosz főtisztviselőt (aszékrétiszt) emelik a trónra, aki a II. Anasztasziosz uralkodói nevet veszi fel. Egyik első dolga, hogy megvakíttassa és száműzze az összeesküvő tiszteket. Philippikoszt egy dalmáciai kolostorba száműzik, ahol a következő évben meghal.
- Meghal Ealdwulf, Kelet-Anglia királya. Utóda fia, Ælfwald.

### Omajjád Kalifátus
- Hispániában a két arab hódító, Tárik ibn Zijád és Músza ibn Nuszajr serege egyesül, de a vezérek összevesznek a zsákmány elosztásán. Músza levelet kap al-Valíd kalifától, amelyben utasítják a visszavonulásra, de attól tartva hogy a vizigótok megszervezik az ellenállást és elvesznek eddigi hódításaik, mégis Hispániában marad. A muszlimok északra vonulnak, ahol Músza elfoglalja Zaragozát, Tárik pedig Leónt és Astorgát. Murcia kormányzója, Theodemir egy vesztes csata után megadja magát Músza fiának, Abd al-Aziz ibn Múszának.
- Kilikiában al-Abbász ibn al-Valíd (a kalifa fia) betör Kis-Ázsiába, elfoglalja és elpusztítja Piszidiai Antiokheiát, amely ezután nem épül újjá.

### Kína
- Tang Hszüan-cung császár összeesküvéssel vádolja vele rivalizáló nagy hatalmú nagynénjét, Tajping hercegnőt. Híveit kivégezteti, Tajpingnek pedig öngyilkosságot kell elkövetnie.
- A fővárosban, Csanganban megkezdik az első kínai hivatalos újság, a Kaj-jüan ca pao ("Az udvar hírei") terjesztését.
- Megkezdődik a Lösani óriás Buddha építése.

### Japán
- Genmei császárnő elrendeli az első fudokik, tartományi összeírások elkészítését, amelyekben össze kell állítania a régiók településeinek, természeti erőforrásainak, növényeinek, állatainak, a helyi hagyományoknak a listáját.

## Halálozások
- Ealdwulf, kelet-angliai király
- Hujneng, kínai buddhista pátriárka
- Tajping, kínai hercegnő
- Szent Suitbert, angolszász misszionárius
- Ji-csing, kínai buddhista szerzetes, utazó

## Fordítás
- Ez a szócikk részben vagy egészben  a(z)   713 című angol Wikipédia-szócikk ezen változatának fordításán alapul.  Az eredeti cikk szerkesztőit annak laptörténete sorolja fel. Ez a jelzés csupán a megfogalmazás eredetét és a szerzői jogokat jelzi, nem szolgál a cikkben szereplő információk forrásmegjelöléseként.